# Tim Lincecum
Timothy Leroy Lincecum, detto Tim (Bellevue, 15 giugno 1984), è un giocatore di baseball statunitense che gioca nel ruolo di lanciatore partente ed è soprannominato The Freak e The Franchise.

## Carriera

### Minor League
Iniziò a giocare a baseball durante la high school, successivamente giocò con la squadra della Università del Washington. Nel 2006 ottenne il Golden Spikes Award, riconoscimento per il miglior giocatore dilettante dell'anno.
Nel draft del 2003, fu selezionato al 48º turno dai Chicago Cubs (1408ª scelta totale), ma dopo il periodo di prova non fu messo sotto contratto dalla squadra dell'Illinois. Successivamente si iscrisse al college e prese parte al draft 2005 dove venne scelto dai Cleveland Indians al 42º turno (1261ª scelta totale) ma anche in questa occasione non riuscì ad ottenere un contratto. L'anno successivo venne però scelto al 1º turno (10ª scelta in totale) dai San Francisco Giants, coi quali siglò finalmente un contratto professionistico.
Prima di entrare a far parte del roster della squadra fu mandato a giocare nella Minor League per accumulare esperienza. Il suo esordio da giocatore professionista avvenne il 26 luglio 2006 con i Salem-Keizer Volcanoes, dopo poche gare fu promosso in una formazione di grado più elevato, i San Josè Giants. Iniziò la stagione 2007 con i Fresno Grizzlies, squadra di classe tripla-A ovvero il massimo livello delle leghe minori.

### Major League

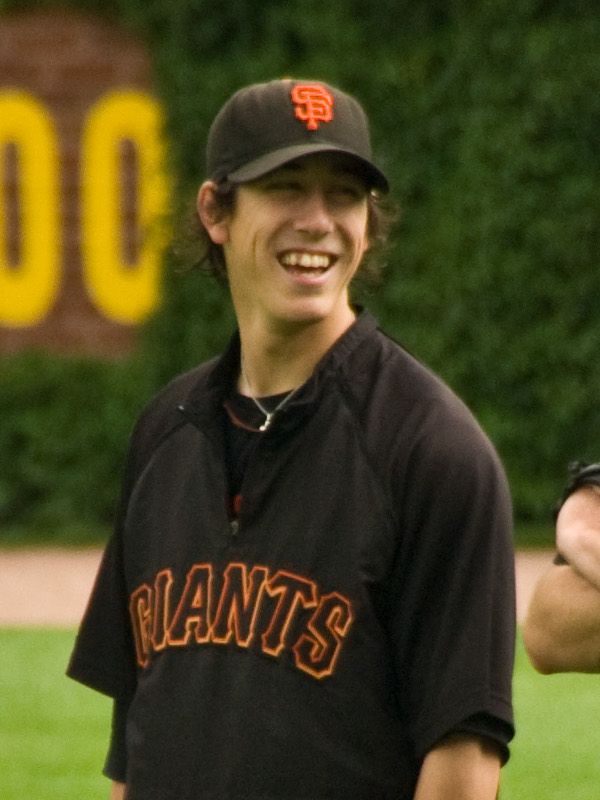
Lincecum con i Giants nel 2008

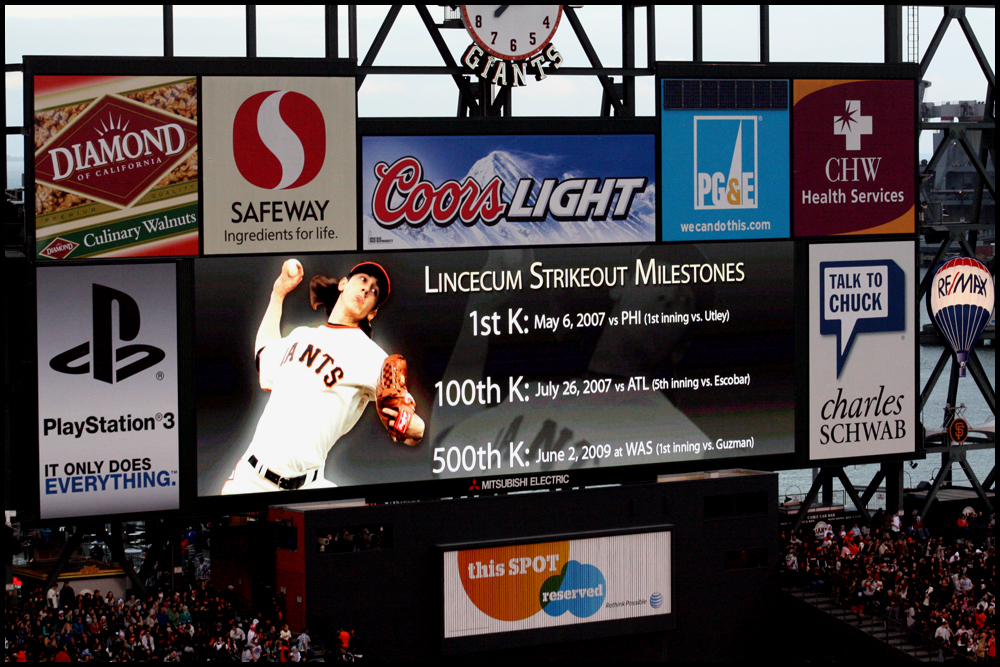
Il tabellone dell'AT&T Park celebra il 1000° strikeout della carriera di Lincecum

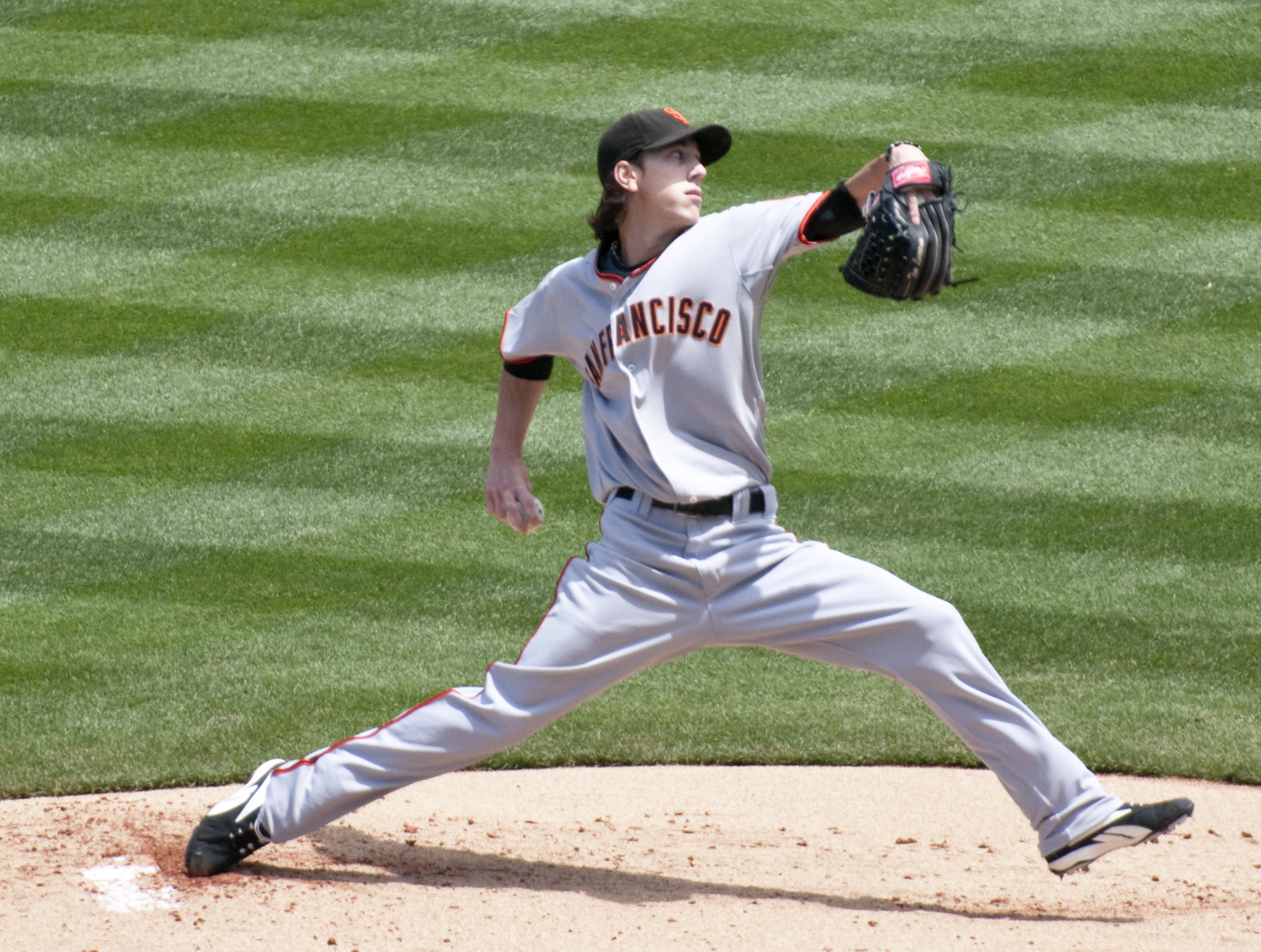
Tim Lincecum effettua un lancio durante una partita di MLB

Esordì in Major League il 6 maggio 2007 quando fu richiamato da Fresno per sostituire il lanciatore partente dei Giants, Russ Ortiz, che si era infortunato. Nella sua prima apparizione sul monte di lancio ottenne una no-decision (non gli venne attribuita né la vittoria, né la sconfitta), durante il suo primo inning concesse una valida e un fuoricampo agli avversari per un totale di due punti segnati, una base ball ma le sue tre prime eliminazioni avvennero tutte per strikeout. Nella sua seconda gara da partente, il giorno 11 maggio contro i Colorado Rockies, ottenne la sua prima vittoria in MLB. Il 1º luglio 2007 mise a segno ben 12 strikeout in sette inning nella partita contro gli Arizona Diamondbacks. Nella sua prima stagione con i Giants giocò 24 partite (per un totale di 146 ⅓ inning), tutte come lanciatore partente, ottenendo 7 vittorie, 5 sconfitte e una media PGL (ERA) di 4.00.
Nella stagione 2008 le sue prestazioni rimasero di alto livello, il 15 maggio mise a segno 10 K in sei inning contro gli Houston Astros, il 26 luglio ne mise a referto 13 in sette inning contro gli Arizona Diamondbacks.
Il 6 luglio 2008 venne selezionato per la prima volta in carriera per l'All-Star Game anche se non poté disputare la partita a causa di una sindrome influenzale che lo colpì nel giorno del match. Il 13 settembre 2008 realizzò il primo shutout (partita completa senza concedere punti agli avversari) in MLB contro i San Diego Padres. Il 23 settembre, mettendo a segno lo strikeout stagionale numero 252, superò il record di squadra in questa statistica precedentemente detenuto da Jason Schmidt; a fine stagione i K messi a segno furono 265, record stagionale per la National League e anche dell'intera Major League Baseball. Concluse la stagione con 34 partite giocate (di cui 33 da partente) per un totale di 227 inning giocati (con una media di 10,5 strikeout ogni 9 inning giocati, record stagionale MLB), una statistica di 18 vittorie e cinque sconfitte e con una ERA di 2.62.
A dimostrazione della grande stagione disputata Lincecum fu premiato con il Cy Young Award, il riconoscimento per il miglior lanciatore della MLB, diventando il secondo giocatore dei San Francisco Giants ad ottenere questo premio dopo Mike McCormick nel 1967.
La stagione 2009 fu ancora ricca di soddisfazioni per Lincecum, venne selezionato per la seconda volta per l'All-Star Game e vi prese parte come lanciatore partente giocando due inning. Il 27 luglio giocò una partita completa e mise a segno 15 K contro i Pittsburgh Pirates, massimo in carriera fino ad oggi. Concluse la stagione con una statistica vittorie/sconfitte di 15–7, 2.48 di ERA e 261 strikeout (record stagionale della National League).
Le ottime prestazioni stagionali lo portarono a ritirare a fine anno il secondo Cy Young Award della carriera, diventando il quindicesimo lanciatore nella storia ad ottenere più di una volta il premio ed il settimo a vincerlo per due anni di fila. Nel novembre 2009 il lanciatore dei Giants fu al centro di una questione giudiziaria dovendo rispondere dell'accusa di possesso di marijuana rinvenuta nella sua macchina durante un controllo effettuato da un agente della polizia stradale dello Stato di Washington.
Nel febbraio 2010 Lincecum ha firmato un prolungamento di contratto con i Giants della durata di due anni del valore di circa 23 milioni di dollari: 2 di bonus, 8 per la prima stagione e 13 per la successiva. La stagione 2010 è stata positiva per Lincecum anche se le sue prestazioni sono state complessivamente più altalenanti rispetto alle due precedenti. L'inizio del campionato è stato molto positivo, il lanciatore ha infatti ottenuto 5 vittorie nelle sue prime 5 gare da partente. In luglio è arrivata per lui la terza chiamata consecutiva per l'All-Star Game anche se in questa occasione non è stato selezionato come partente, bensì come riserva e non ha preso parte alla partita. Dopo un agosto senza vittorie, il mese di settembre ha visto Lincecum tornare suoi livelli con un parziale di cinque vittorie e una sconfitta. La regular season si è conclusa con 33 partite giocate (tutte da partente) per un totale di 221 ⅓ inning giocati, con 16 vittorie e 10 sconfitte, 3.43 di ERA e 231 strikeout (record stagionale della National League).
Nel 2010, grazie alla vittoria dei Giants nella West Division della National League, Lincecum ha disputato le sue prime partite di post season in MLB. Nelle Division Series contro gli Atlanta Braves ha giocato da partente la prima gara della serie ottenendo la vittoria a seguito di un complete game con sole due valide concesse agli avversari e 14 strikeout. Nelle Championship Series ha collezionato tre apparizioni sul monte di lancio, di cui due da partente, ottenendo una vittoria e una sconfitta rispettivamente nella prima e nella quinta gara della serie poi vinta per 4-2 dai Giants sui Philadelphia Phillies.
Lincecum è stato il partente, vittorioso, dei Giants nella prima e nella quinta, decisiva, partita delle World Series 2010. In gara uno ha lanciato per 5 ⅔ inning concedendo 8 valide e quattro punti agli avversari, mentre in gara 5 è salito sul monte per 8 inning concedendo solamente 3 valide ed un punto agli avversari. Complessivamente la sua prima postseason si è conclusa con 4 vittorie ed una sconfitta su di un totale di sei gare (5 da partente), con una media PGL di 2.43 e 43 strikeout.
Il 6 giugno 2011, nella partita contro i Washington Nationals, ha messo a segno lo strikeout numero 1000 in carriera; solo otto lanciatori nella storia della MLB hanno raggiunto questo traguardo in cinque stagioni.
Durante la stagione 2012 colleziona 33 apparizioni sul monte di lancio, tutte come lanciatore partente, con un risultato complessivo di 10 vittorie, 15 sconfitte e nessuna salvezza, alle quali si sommano 190 strikeout. Nella post season gioca 6 partite di cui una sola come partente per un totale di una vittoria, una sconfitta e nessuna salvezza; nelle World Series, vinte dai San Francisco Giants, gioca come rilievo in gara 1 e gara 3 per un totale di 4,2 inning lanciati con 8 strikeout.
Dopo un anno di pausa, Lincecum firmò il 7 marzo 2018 un contratto annuale con i Texas Rangers. Il 29 marzo fu inserito nella lista degli infortunati a causa di un infortunio all'anulare della mano destra. In maggio apparve in 10 partite in AAA con i Round Rock Express, prima di essere svincolato dai Rangers il 5 giugno 2018.

## Caratteristiche tecniche
La tecnica di lancio di Lincecum è abbastanza inconsueta rispetto alla norma, la sua meccanica di tiro, apparentemente scomposta, gli permette di imprimere grandi velocità alla palla. Questa sua abilità gli consente di lanciare fastball che si avvicinano alle cento miglia orarie di velocità. Oltre alla palle veloci ha nel suo repertorio di lanci anche una curveball ricca di effetti, la slider e il changeup; la potenza delle sue fastball e la varietà di lanci a disposizione ne fanno uno dei maggiori realizzatori di strikeout della MLB.

## Palmarès

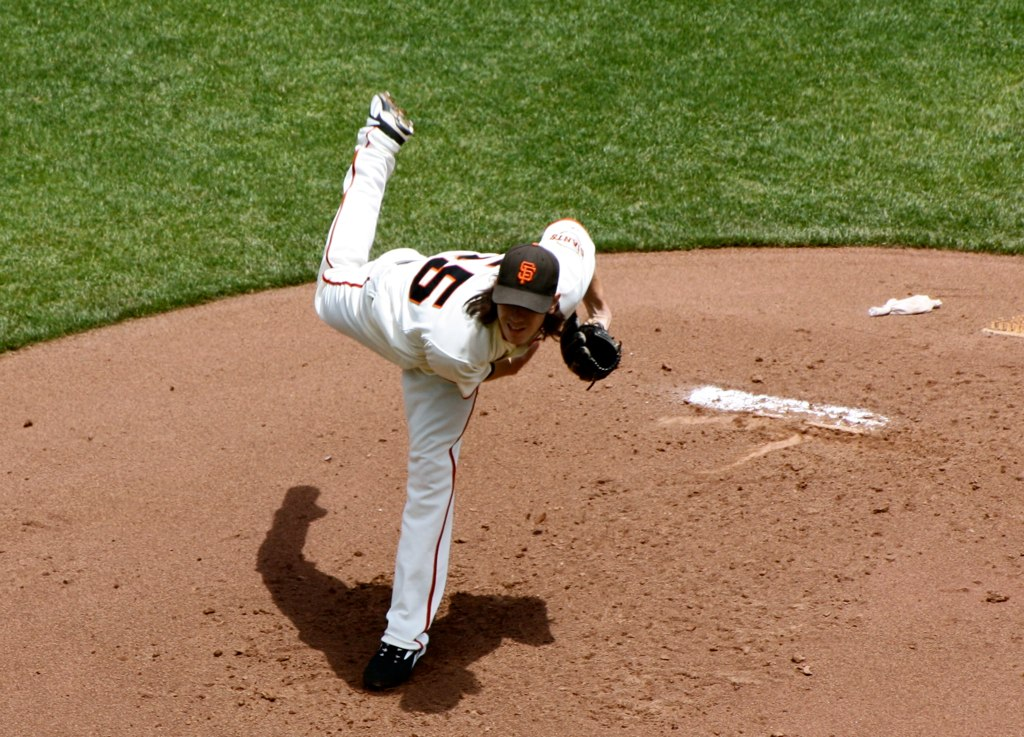
Lincecum in azione contro i Los Angeles Angels of Anaheim nel giugno 2009.

### Club
- World Series: 3

San Francisco Giants: 2010, 2012, 2014

### Individuale
- Cy Young Award: 2

2008, 2009
- Babe Ruth Award: 1

2010
- MLB All-Star: 4

2008, 2009, 2010, 2011
- Leader della National League in strikeout: 3

2008, 2009, 2010